# Stanisław Stroiński
Stanisław Stroiński, właściwie Stanisław Stroynicki (ur. 8 maja 1719 we Lwowie, zm. 26 kwietnia 1802) – malarz lwowski.

## Życiorys
Urodził się 8 maja 1719 w rodzinie Józefa Stroynickiego i Katarzyny z Chirowskich. W 1759 otrzymał serwitoriat od Augusta III. Jego twórczość należy do stylistyki rokoka z elementami malarstwa późnobarokowego. Miał młodszego brata Marcina, także malarza. Jego uczniami byli Józef Chojnicki, Tomasz Gertner, Józef Jazwniński. W roku 1759 został obdarzony przywilejem królewskim na wolne wykonywanie sztuki malarskiej.

## Prace
- freski w kościołach: Bernardynów w Krystynopolu (1756–58), Dominikanów w Podkamieniu (1766) i Tarnopolu (1779), w katedrze rzymskokatolickiej we Lwowie (1771)[2]
- roboty malarskie w kościele Niepokalanego Poczęcia Najświętszej Marii Panny i św. Mikołaja w Łopatynie
- freski w klasztorze bernardynek we Lwowie[3]
- obrazy olejne (m.in. portret abpa Wacława Sierakowskiego w kościele Bernardynów w Przemyślu)
- dekoracja kościoła franciszkanów w Przemyślu (wraz z Tomaszem Gertnerem)[4]
- dekoracja kościoła parafialnego p.w. śś. Stanisława i Krzysztofa w Hussakowie (wraz z Tomaszem Gertnerem)[4]
- dekoracja malarska katafalku wojewodziny poznańskiej Heleny Potockiej z Zamojskich[5]

Jan Bołoz Antoniewicz przypuszczał, iż on wykonał freski w kościele parafialnym w Potoku Złotym. Jednak Zbigniew Hornung uważał, iż był to malarz "o znacznie mniejszej rozpiętności talentu". Z. Hornung przypisywał mu udział w wykonaniu fresków w kościele pw. Św. Michała Archanioła w Tartakowie. Agata Dworzak zgodziła się z tym badaczem.